# Prix Alexandre-Vialatte
En 1991 est créé le prix Alexandre-Vialatte pour « récompenser un écrivain de langue française dont l'élégance d'écriture et la vivacité d'esprit soient source de plaisir pour le lecteur ». Le prix est doté de 6 105 euros, soit la somme de la longueur du fleuve Congo (4 640 kilomètres) et de la hauteur du Puy de Dôme (1 465 mètres). Le premier président du jury est Jean Dutourd.

## Organisation
Le prix est interrompu un première fois autour de l'an 2000 « à la suite de problèmes avec les héritiers de l'auteur et la mairie du 13e arrondissement, qui finançait le prix ». Le prix est relancé en 2001 avec un prix revu à la baisse (30 000 francs au lieu de 40 000).
L'attribution du prix est à nouveau interrompue en 2006. Après une coupure de quelques années, le prix est relancé en 2011 par le groupe Centre France, éditeur du quotidien La Montagne. Cette année-là, le groupe Centre France lance une opération « 2011 - Année Vialatte », comprenant la recréation du prix, à l'initiative de Jean-Pierre Caillard.
Le jury comprend sept membres. Jusqu'en 2020, deux membres étaient « permanents » (Pierre Vialatte de 2011 à 2020 ; Jean-Pierre Caillard de 2011 à 2012, puis Jean Brousse de 2013 à 2020), et cinq « temporaires » renouvelables tous les deux ans. Les secrétaires du prix sont Daniel Martin, de 2011 à 2018, et Jean-Marc Laurent, en 2019 et 2020.
En 2020, la Société des Hôtels Littéraires s'associe au groupe Centre France pour l'organisation du prix.

## Lauréats

### De 1991 à 2006
- 1991 : Réjean Ducharme pour Dévadé (Gallimard)[5]
- 1992 : Vassilis Alexakis pour Avant (Seuil)[6]
- 1993 : Francis Dannemark pour La Longue Promenade avec un cheval mort (Robert Laffont)[7]
- 1994 : Pierre Charras pour Monsieur Henri (Mercure de France)[8]
- 1995 : Gérard Pussey pour Menteur (Le Castor astral)[9]
- 1996 : Jean-Claude Pirotte pour Un voyage en automne (La Table ronde)[10]
- 1997 : Philippe Jaenada pour Le Chameau sauvage (Julliard)[11]
- 1998 : Jean-Marie Gourio pour Chut ! (Julliard)
- 1999 : non attribué
- 2000 : non attribué
- 2001 : Alexandre Kauffmann pour Mauvais Numéro[12]
- 2002 : Nicolas Michel pour Le Dernier Voyage d'Émilie (Gallimard)[13]
- 2003 : Éric Hazan pour L'Invention de Paris[14]
- 2004 :
- 2005 :
- 2006 : Denis Grozdanovitch pour Brefs Aperçus sur l'éternel féminin (Robert Laffont)

### Depuis 2011
- 2011 : Olivia Rosenthal pour Que font les rennes après Noël ? et l'ensemble de son œuvre (éditions Verticales)
- 2012 : Jean-Paul Dubois pour Le Cas Sneijder (L’Olivier).
  - Membres du jury (2011 et 2012) : Nathalie Crom, Danièle Sallenave, Arnaud Laporte, Baptiste Liger et Denis Tillinac
- 2013 : Emmanuelle Bayamack-Tam pour Si tout n’a pas péri avec mon innocence (P.O.L).
- 2014 : Éric Chevillard pour l’ensemble de son œuvre et plus particulièrement ses trois livres récents : Le Désordre Azerty (Minuit), Péloponnèse (Fata Morgana) et L'Autofictif en vie sous les décombres (L’Arbre vengeur).
  - Membres du jury (2013 et 2014) : Emily Barnett, Marie Nimier, Mazarine Pingeot, Jean-Baptiste Harang et François Taillandier
- 2015 : Jacques A. Bertrand pour Brève Histoire des choses (éditions Julliard).
- 2016 : Éric Laurrent pour Un beau début (Les Éditions de Minuit) et l'ensemble de son œuvre.
  - Membres du jury (2015 et 2016) : Nathalie Crom, Josyane Savigneau, Paul Fournel, Baptiste Liger et Augustin Trapenard
- 2017 : Éric Vuillard pour 14 juillet (Actes Sud) et l'ensemble de son œuvre.
  - Membres du jury (2017) : Eva Bester, Emmanuel Hoog, Philibert Humm, Éric Neuhoff et Élisabeth Philippe
- 2018 : Jean Rolin pour Le Traquet kurde (POL) et l'ensemble de son œuvre.
  - Membres du jury (2018) : Laurence Cossé, Emmanuel Hoog, Philibert Humm, Éric Neuhoff et Élisabeth Philippe
- 2019 : Pierre Jourde pour Le Voyage du canapé-lit (Gallimard) et l'ensemble de son œuvre.
  - Membres du jury (2019) : Myriam Entraygues, Jacques Letertre, Marianne Payot, Claude Sérillon, Joseph Vebret
- 2020 : Michel Bernard pour Le Bon Sens[15] (La Table Ronde) et l'ensemble de son œuvre[16].
  - Membres du jury (huit membres en 2020) : Patrick Besson, Myriam Entraygues, Pierre Jourde, Jacques Letertre, Marianne Payot, Florence Sultan
- 2021 : Philibert Humm pour Les Tribulations d’un Français en France (Éditions du Rocher)[17].
  - Membres du jury (2021) : Claudette Vialatte, Florence Sultan, Jacques Letertre, Myriam Entraygues, Michel Bernard, Patrick Besson, Jean Brousse.
- 2022 : Philippe B. Grimbert  pour La revanche du prépuce (Le Dilettante)[18]
  - Membres du jury (2022) : Claudette Vialatte, Florence Sultan, Philibert Humm, Jacques Letertre, Astrid Eliard, Patrick Besson, Jean Brousse, Hervé Gaymard[19].
- 2023 : Laurine Roux pour Sur l'épaule des géants[20] (éditions du Sonneur)
- 2024 : Thierry Laget pour L'Assemblée nationale et moi[21] (éditions Fario, «collection Théodore Balmoral»)
  - Membres du jury[21] : Claudette Vialatte, Jacques Letertre, Astrid Eliard, Hervé Gaymard, Jean Brousse, Vincent Garnier, Blanche Cerquiglini, Thierry Clermont (depuis 2025), et Laurine Roux (lauréate 2023)

### Hôtel littéraire Alexandre Vialatte
Le prix Alexandre-Vialatte est remis chaque année à l'Hôtel littéraire Alexandre Vialatte, 16 place Delille à Clermont-Ferrand. Jacques Letertre, président de la Société des Hôtels Littéraires, bibliophile et collectionneur, a intégré le jury en 2019.